# المسيحية في سانت هيلانة

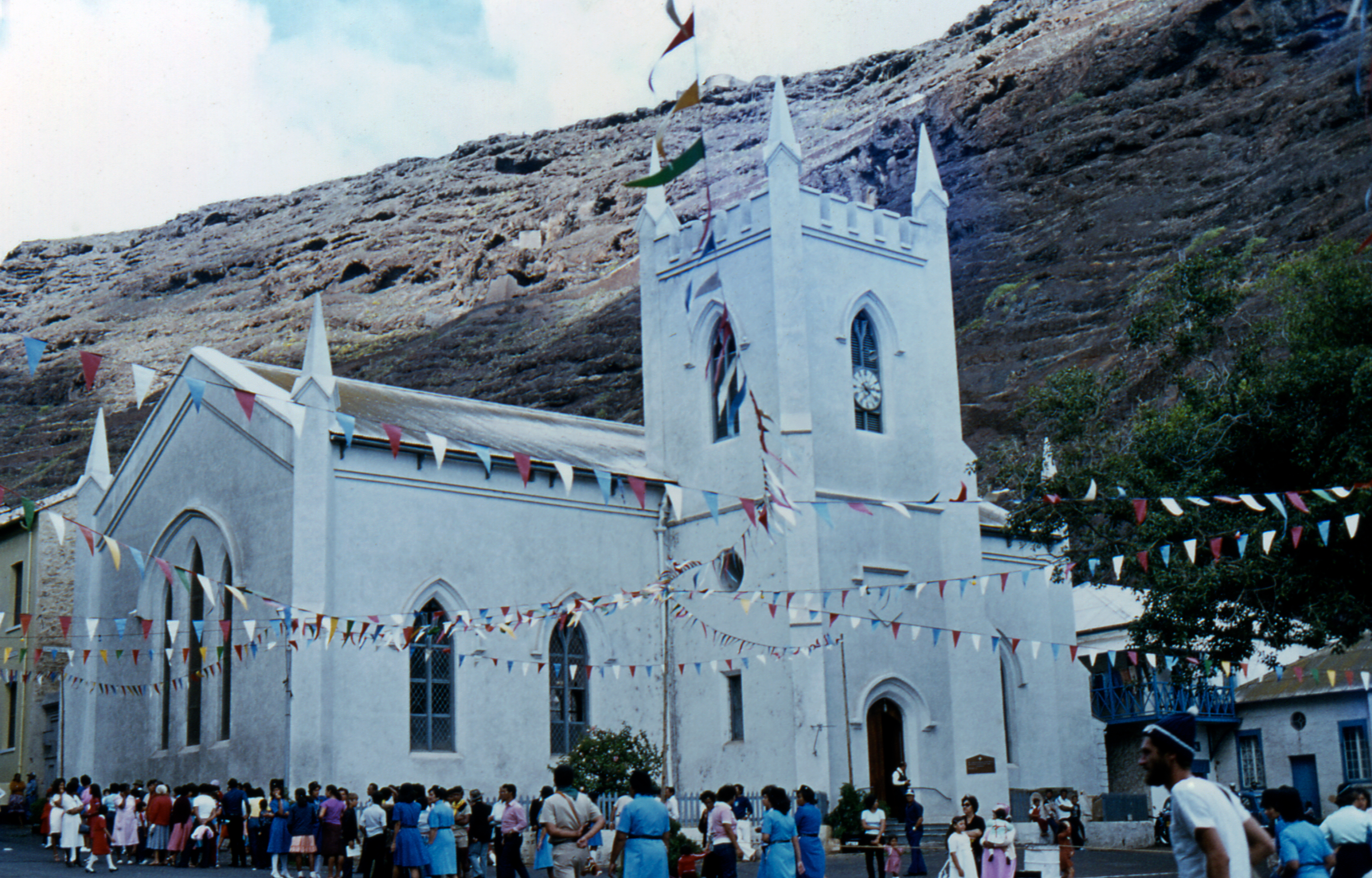
مسيحيون متجمعون خارج كنيسة سانت جيمس في مدينة جيمس تاون؛ تعود الصورة إلى عام 1984.

تُشكل المسيحية في سانت هيلانة أكثر الديانات إنتشاراً بين السكان، ينتمي معظم سكان جزيرة سانت هيلانة إلى الديانة المسيحية على مذهب الكنيسة الإنجليكانية، وأغلب أعضاء الكنيسة يتبعون أبرشية سانت هيلانة الأنجليكانية، والتي لديها أسقف خاص بها، وتشمل حدود الأبرشية أيضاً رعايا جزيرة أسينشين. في يونيو عام 2009 أٌحتفل بالذكرى المائة والخمسين لتأسس الأبرشية. وهناك حضور لعدد من الطوائف المسيحية الأخرى في الجزيرة منها والكنيسة المعمدانية والتي يعود حضورها في الجزيرة إلى عام 1845، والكنيسة الرومانية الكاثوليكية والتي يعود حضورها إلى عام 1852، وجيش الخلاص الذي يعود حضوره إلى عام 1884. في الآونة الأخيرة، أضحى لكل من السبتيين منذ عام 1949، والكنيسة الرسوليَّة الجديدة، وشهود يهوه حضورٌ في الجزيرة. ويصل تعداد شهود يهوه في الجزيرة إلى حوالي 118 شخص. وفقاً لتقديرات مركز بيو للأبحاث عام 2010 كان حوالي 96.5% من سكان جزيرة سانت هيلانة من أتباع الديانة المسيحية.

## تاريخ

### العصور المبكرة

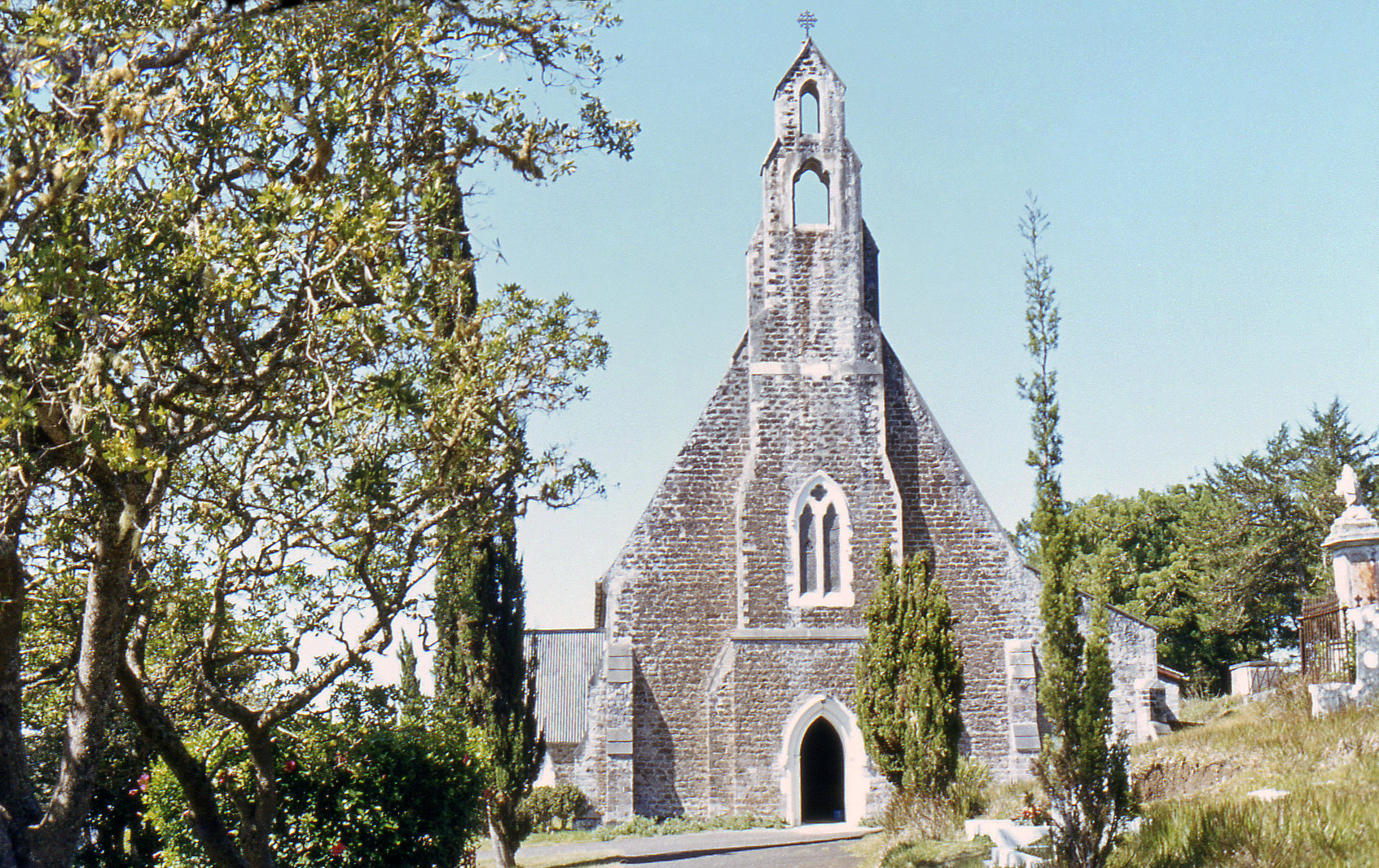
كنيسة القديس بولس الأنجليكانية في جيمس تاون.

في 1502 تم اكتشاف جزيرة غير مأهولة من قبل الأميرال البرتغالي، جواو دا نوفا. وكان يعتقد أن التاريخ التقليدي لهذا الاكتشاف كان في 21 مايو من عام 1502، وبنيت كنيسة خشبية في الوادي الذي أصبح فيما بعد موقع جيمس تاون. وسميت الجزيرة باسم سانت هيلانة، على شرف القديسة هيلانة. ولقد اهتمت الإمبراطورية البرتغالية والإسبانية والجمهورية الهولندية ومملكة إنجلترا بالجزيرة كمكان لتجديد السفن والبحارة في رحلات طويلة. ومنح الكومنولث الإنكليزي تحت قيادة أوليفر كرومويل ميثاقًا جديدًا لشركة الهند الشرقية في عام 1657، مما منح الشركة الحق في تدعيم واستعمار أي من منشآتها. وبسبب الأهمية الإستراتيجية لسانت هيلانة كحصن ومكان للبداية على الطريق من الهند، امتلكت الشركة الجزيرة في 5 مايو من عام 1659. وقد بدأ بناء القلعة على الفور، ونشأت بلدة صغيرة في الوادي مع الكنيسة، وسميت لاحقاً باسم جيمس تاون، على شرف جيمس الثاني ملك إنجلترا. وفي عام 1671، أرسلت شركة الهند الشرقية أول مجموعة من قساوسة كنيسة إنجلترا. وتم استبدال الكنيسة الصغيرة المتواضعة المبكرة بواحدة أكبر قليلاً في عام 1674، وسُميت باسم كنيسة سانت جيمس. وبنيت كنيسة أخرى بعد فترة وجيزة بالقرب من كنيسة القديس بولس الحالية. وبحلول عام 1774، عانت أول كنيسة أبرشية في جيمس تاون من مشاكل، وبالتالي أقيم مبنى جديد. وتعد «كنيسة سانت جيمس» أقدم كنيسة أنجليكانية قائمة في جنوب خط الاستواء.

### العصور الحديثة
في 7 مارس من عام 1849 وصل أول أسقف في كيب تاون، وهو روبرت غراي، لإجراء طقس سر الميرون للشبيبة القاطنة في الجزيرة. وقام الأسقف غراي بزيارتين أخريين في عام 1852 وعام 1857. وفي 1859 تأسست أبرشية سانت هيلانة بموجب قرار من الملكة، وتضمنت الأبرشية رعايا جزيرة أسينشين وتريستان دا كونا. وعلاوة على ذلك شملت الأبرشية حتى عام 1869 أيضًا المقيمين البريطانيين في مدينة ريو دي جانيرو ومدن أخرى على الساحل الشرقي لأمريكا الجنوبية بالإضافة إلى جزر فوكلاند. وتم تنصيب أول أسقف للأبرشية، وهو بيرس كالفيرلي كلوغتون، في دير وستمنستر، ووصل في وقت لاحق من نفس العام إلى الجزيرة. وأصبحت كاتدرائية القديس بولس، والتي بنيت في الفترة من 1850 إلى 1851، في مقام كاتدرائية في عام 1859. وفي أعقاب الحرب الإنجليزية الزولوية، تم نفي رئيس دينيزولو وابن سيتشوايو كامباندي، وعائلته إلى الجزيرة في عام 1890 لمدة تسع سنوات. تحول دينيزولو إلى المسيحية واعتمد وحصل على سر الميرون من قبل أسقف الجزيرة الأنجليكاني. وفي عام 1960، تم نقل رعية تريستان دا كونا إلى أبرشية كيب تاون. وأصبحت تتكون أبرشية سانت هيلانة من رعايا سانت هيلانة وجزيرة أسينشين. وتعد الأبرشية رابع أقدم أبرشية أنجليكانية في أفريقيا الجنوبية. وتعد الكنيسة الرومانية الكاثوليكية في سانت هيلانة جزء من الكنيسة الكاثوليكية العالمية في ظل القيادة الروحية للبابا في روما، وجنباً إلى جنب مع جزيرة أسينشين وتريستان دا كونا، فإنها جزء من بعثة كاثوليكية خاصة. ومركز كنيسة كاثوليكية في سانت هيلانة، هي كنيسة القلب المقدس في جيمس تاون.

## ديموغرافيا

### تعداد السكان
| مُتدين            | السكان المُقيمين (سانت هيلانة) | النسبة |
| ---------------- | ----------------------------- | ------ |
| نعم              | 3676                          | 84.5   |
| لا               | 266                           | 6.1    |
| أفضل عدم الإجابة | 407                           | 9.4    |
| الطائفة          | السكان المقيمين (سانت هيلانة) | نسبة   |
| أنجليكان         | 2995                          | 81.5   |
| شهود يهوه        | 178                           | 4.8    |
| معمدانيون        | 93                            | 2.5    |
| رومان كاثوليك    | 53                            | 1.4    |
| الرسوليون الجُدد  | 61                            | 1.7    |
| أدفنتست          | 77                            | 2.1    |
| جيش الخلاص       | 75                            | 2.0    |
| بهائيون          | 11                            | 0.3    |
| أتباع أديان أخرى | 97                            | 2.6    |
| لم ذكر           | 36                            | 1      |